# کانگ یو-می

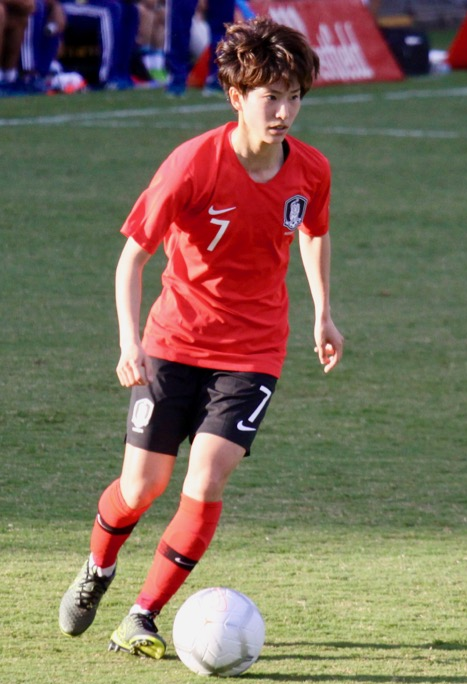
«کانگ یو-می» در سال ۲۰۱۹

کانگ یو-می (انگلیسی: Kang Yu-mi؛ زادهٔ ۵ اکتبر ۱۹۹۱) بازیکن فوتبال اهل کره جنوبی است.